# Ассоциация латиноамериканских железных дорог
Ассоциация латиноамериканских железных дорог (исп. Asociación Latinoamericana de Ferrocarriles, ALAF) — международная неправительственная организация занимающаяся проблемами железнодорожного транспорта в странах Латинской Америки.
Ассоциация основана в 1964 году, на совещании которое проводили представители стран Латинской Америки имеющих железнодорожный транспорт.
Штаб-квартира ассоциации расположена в Буэнос-Айресе, официальные языки ассоциации — испанский и португальский.
Целями ассоциации являются развитие железнодорожного транспорта в регионе, обеспечение потребностей в перевозках, стимулирование технического прогресса, стандартизация транспортных средств.
Источник финансирования ассоциации — членские взносы.
Руководящим органом является ежегодно созываемая Генеральная ассамблея, исполнительный орган — Консультативный совет созываемый 2 раза в год и состоящий из представителей стран-членов, по 1-2 от каждой страны.